# Мішо Цебало
Мішо Цебало (хорв. Mišo Cebalo; 6 лютого 1945, Загреб — 2 вересня 2022) — хорватський шахіст і шаховий тренер (Старший тренер ФІДЕ від 2011), гросмейстер від 1985 року.

## Шахова кар'єра
У першій половині 1990-х років належав до провідних представників Хорватії, двічі виступив на шахових олімпіадах (1992 — на першій шахівниці, 1994), а також на командному чемпіонаті Європи (1992). То був його другий старт на командному чемпіонаті Європи, перший раз був 1983 року в Пловдиві, де разом з командою Югославії здобув срібну медаль. 1985 року єдиний раз у своїй кар'єрі кваліфікувався на міжзональний турнір у Таско (частина циклу чемпіонатів світу), де посів 7-ме місце.
1965 року в Титограді вперше взяв участь у фіналі чемпіонату Югославії в особистому заліку. 1985 року поділив зі Славолюбом Мар'яновичем 1-ше місце, але на дограванні програв і в підсумку здобув звання віце-чемпіона країни. У своєму доробку має також бронзову нагороду чемпіонату Хорватії, яку здобув у 2004 році в Загребі.
Досягнув багатьох успіхів у міжнародних турнірах, зокрема в: Загребі (1979, поділив 2-ге місце позаду Влатко Ковачевича), Будві (1981, зональний турнір, поділив 2-ге місце з Крунославом Хулаком, після Драголюба Велимировича), Римі (1985, поділив 2-ге місце з Дьюлою Саксом, позаду Ульфа Андерссона), Білі (1986, поділив 3-тє місце з Властімілом Гортом, після Лева Полугаєвського і Еріка Лоброна), Берні (1988, посів 1-ше місце), Реджо-Емілії (1990/91, посів 1-ше місце), Загребі (1993, поділив 1-ше місце з Бояном Кураїцою), Бледі (1994, поділив 1-ше місце (з Ігорем Лепмертом), Порторожі (1994, посів 1-ше місце), Птуї (1995, поділив 1-ше місце з Крунославом Хулаком), Тосколано (1996, посів 1-ше місце), Каннах (1996, поділив 1-ше місце з Михайлом Оратовським, Ніколою Мітковим і Ніно Кіровим), Мілані (1996, поділив 1-ше місце з Ненадом Шулавою), Асті (1998, поділив 1-ше місце з Ігорем Наумкіним), Турині (1998, посів 1-ше місце), Пулі (1998, поділив 1-ше місце разом з Олегом Романишиним, Младеном Палацем і Александром Делчевим), Соліні (1999, поділив 3-тє місце з Влатко Ковачевичем, позаду Зденко Кожула і Владислава Ткачова, перед, зокрема, Іллею Сміріним), Мілані (2001, посів 1-ше місце), Реджо-Емілії (2001/02, поділив 1-ше місце разом з Александром Делчевим, Володимиром Георгієвим і Борисом Чаталбашевим), Порторожі (2004, поділив 1-ше місце з Драганом Шолаком), Умагу (2005, посів 1-ше місце і 2006, поділив 1-ше місце), Братто (2005, поділив 1-ше місце з Володимиром Єпішиним), Каполівері (2007, посів 1-ше місце) а також в Загребі (2007, поділив 1-ше місце разом із, зокрема, Боркі Предоєвичем). 2008 року здобув у Давосі бронзову медаль чемпіонату Європи серед ветеранів (учасників старших 60 років), a в Бад-Цвішенан — бронзову медаль чемпіонату світу в тій самій віковій категорії. У 2009 році переміг на чемпіонаті світу серед ветеранів, який відбувся в Кондіно.
Найвищий рейтинг Ело в кар'єрі мав станом на 1 січня 1995 року, досягнувши 2570 пунктів ділив тоді 2-ге місце (позаду Богдана Лаліча, разом зі Зденко Кожулом) серед хорватських шахістів.

## Зміни рейтингу
| На цьому місці має відображатися графік чи діаграма, однак з технічних причин його відображення наразі вимкнено. Будь ласка, не видаляйте код, який викликає це повідомлення. Розробники вже працюють для того, щоби відновити штатне функціонування цього графіка або діаграми. | |
| | На цьому місці має відображатися графік чи діаграма, однак з технічних причин його відображення наразі вимкнено. Будь ласка, не видаляйте код, який викликає це повідомлення. Розробники вже працюють для того, щоби відновити штатне функціонування цього графіка або діаграми. |